# استیو کینگ
استیو کینگ (به انگلیسی: Steve King) نمایندهٔ حوزه انتخابیه چهارم آیووا از حزب جمهوری‌خواه ایالات متحده آمریکا در مجلس نمایندگان ایالات متحده آمریکا است که برای نخستین‌بار در ۱۸ ژانویه ۲۰۰۳ میلادی به‌عضویت این مجلس درآمد.
کینگ یک محافظه کار مالی و اجتماعی صریح الهجه قلمداد می‌شود. او پس از پیروزی در کسب نامزدی حزب جمهوری‌خواه در سال ۲۰۰۲ گفت قصد دارد از این کرسی در کنگره برای «جابه‌جا کردن مرکز گرانش کنگره به راست» استفاده کند.